# راشون فريمان
راشون فريمان (بالإنجليزية: Rashaun Freeman) مواليد 15 ديسمبر 1984 في سكنيكتادي، هو لاعب كرة سلة أمريكي. بدأ مسيرته الاحترافية في سنة 2007. يلعب في دوري كرة السلة الوطني الأرجنتيني كلاعب وسط. يحمل الرقم 1. يبلغ طوله 6 قدم 9 بوصة (2.1 م). لعب كرة السلة الجامعية في جامعة ماساتشوستس في أمهيرست.

## المسيرة الاحترافية
لعب مع بي سي إم جرافيلين في الدوري الفرنسي في موسم 2008–2009، ثم لعب مع نيكار ريزن لودفيغسبورغ في الدوري الألماني في موسم 2009–2010، ثم لعب مع هيلونغجيانغ في سنة 2012، ثم لعب مع جاي إس إف نانتير في الدوري الفرنسي في سنة 2012.

## روابط خارجية
- راشون فريمان على موقع كرة السلة الأوروبية.كوم (الإنجليزية)
- راشون فريمان على موقع كلية كرة السلة في سبورتس رفرنس.كوم (الإنجليزية)
- راشون فريمان على موقع ريلجم (الإنجليزية)
- راشون فريمان على موقع بروبوليرز (الإنجليزية)
- راشون فريمان على موقع سبورتس رفرنس (الإنجليزية)